# Katedrála Panny Marie Almudenské
Katedrální kostel Královské Panny Marie Almudenské (Santa Iglesia Catedral de santa María la Real de la Almudena) je katedrálou arcidiecéze madridské ve Španělsku.

## Původ názvu "Almudena" a socha Panny Marie

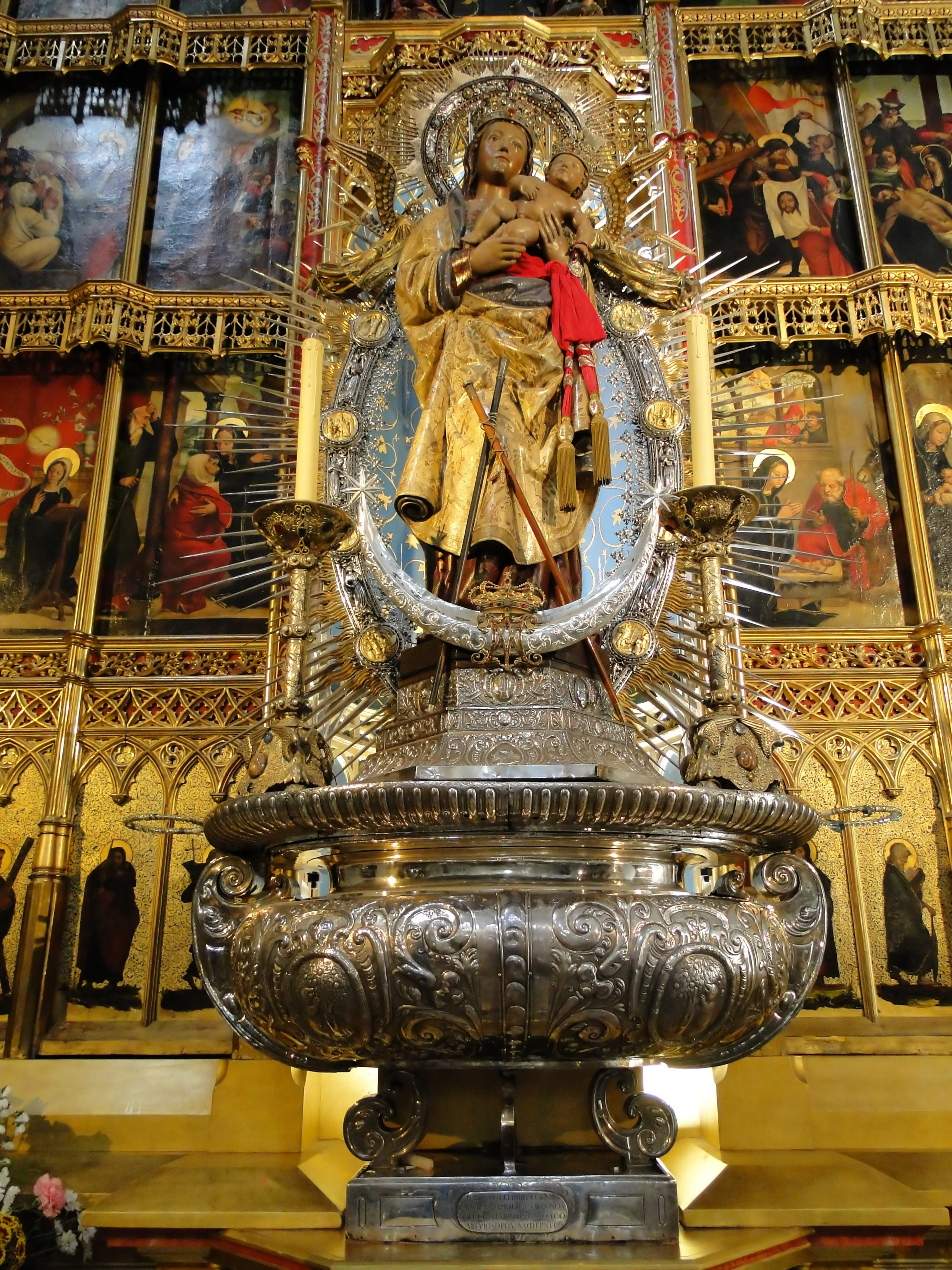
Socha Panny Marie Almudenské

Katalánské slovo "almudena" vzniklo z arabského "al-mudayna", městečko, zdrobnělina od slova "madina", město. Označovalo také hradby obepínající město, v Madridu označovalo původní arabské osídlení obehnané hradbami. 9. listopadu 1085 při dobývání města králem Alfonsem VI. Kastilským byla bourána malá věž (původní obilní sýpka) u hradební zdi, a vítězové objevili sochu Panny Marie s Ježíškem v náručí. Podle staré tradice mozarabských Madriďanů do hradeb sochu zazdili Vizigóti, marně ji prý hledal již Cid. Socha byla umístěna samotným králem Alfonsem do madridské mešity, přeměněné na kostel, který zanikl v roce 1868.

## Stavba nové katedrály
V roce 1885 byla zřízena diecéze Madrid - Alcalà a jejím katedrálním kostelem se stal kolegiátní kostel sv.Isidora. JIž o tři roky dříve, v roce 1883, nařídil král Alfons XII. stavbu nové katedrály, která byla dokončena až ve 20. století. Kostel slavnostně vysvětil papež Jan Pavel II. dne 15. června 1993, kdy se stal katedrálou namísto prozatímní katedrály sv. Isidora.